# 대한민국 농림부
농림부(農林部, Ministry of Agriculture and Forestry)는 농산·농촌 개발·식량·농지·수리·축산 및 잠업에 관한 사무를 관장하는 대한민국의 옛 중앙행정기관이다. 1948년 7월 17일 정부 수립과 함께 발족하였으며 1973년 3월 3일 농수산부로 개편되면서 폐지되었다. 이후 1996년 8월 8일 농림수산부를 개편하여 재발족하였으며 2008년 2월 29일 농림수산식품부로 개편되면서 폐지되었다.

## 설치 근거 및 소관 업무
- 정부조직법 [법률 제1호, 1948.07.17 제정] 제14조 및 제21조[1]
- 농림부직제 [대통령령 제23호, 1948.11.04 제정] 제1조[2]
- 정부조직법 [법률 제5153호, 1996.08.08 일부개정] 제29조 및 제36조[3]
- 농림부와그소속기관직제 [대통령령 제15134호, 1996.08.08 전부개정] 제3조[4]

## 연혁
- 1948년 7월 17일 - 농림부를 신설.
- 1962년 4월 1일 - 외청으로 농촌진흥청을 설치.
- 1966년 2월 28일 - 외청으로 수산청을 설치.
- 1967년 1월 1일 - 외청으로 산림청을 설치.
- 1973년 3월 3일 - 농림부를 폐지하고 농수산부를 신설. 산림청을 내무부로 옮김.
- 1996년 8월 8일 - 농림수산부를 폐지하고 농림부를 신설. 수산청을 해양수산부에 통합.
- 2008년 2월 29일 - 농림부를 폐지하고 농림수산식품부를 신설.

## 조직
| - 감사관 ( 1996.08 ~ 2008.02 ) - 감사관(감사담당)실 ( 1996.08 ~ 1998.02 ) - 감사관(조사담당)실 ( 1996.08 ~ 1998.02 ) - 감사담당관 ( 1998.02 ~ 2005.05 ) - 강릉영림서 ( 1951.02 ~ 1966.12 ) - 강원도농업통계사무소 ( 1996.08 ~ 1998.06 ) - 경기도농업통계사무소 ( 1996.08 ~ 1998.06 ) - 경상남도농업통계사무소 ( 1996.08 ~ 1998.06 ) - 경상북도농업통계사무소 ( 1996.08 ~ 1998.06 ) - 공보관 ( 1996.08 ~ 2005.04 ) - 공보담당관 ( 1970.04 ~ 1973.03 ) - 공보담당관 ( 1998.02 ~ 1999.05 ) - 국립농산물검사소 ( 1963.05 ~ 1973.03 ) - 국립농산물검사소 ( 1996.08 ~ 1999.06 ) - 국립농산물품질관리원 ( 1999.07 ~ 2008.02 ) - 국립농업경영연구소 ( 1970.04 ~ 1973.11 ) - 국립농업자재검사소 ( 1966.04 ~ 1973.03 ) - 국립동물검역소 ( 1962.05 ~ 1974.05 ) - 국립동물검역소 ( 1996.08 ~ 1998.07 ) - 국립생사검사소 ( 1962.05 ~ 1973.03 ) - 국립수산진흥원 ( 1963.12 ~ 1966.09 ) | - 국립수의과학검역원 ( 1998.08 ~ 2008.02 ) - 국립식물검역소 ( 1996.08 ~ 2007.11 ) - 국립식물검역원 ( 2007.11 ~ 2008.02 ) - 국립종자관리소 ( 2000.08 ~ 2007.11 ) - 국립종자원 ( 2007.11 ~ 2008.02 ) - 국립종축장 ( 1969.08 ~ 1973.01 ) - 국제농업국 ( 1996.08 ~ 2008.02 ) - 기획관리실 ( 1963.12 ~ 1973.03 ) - 기획관리실 ( 1996.08 ~ 2005.04 ) - 기획관리실 수출진흥관 ( 1970.01 ~ 1970.04 ) - 기획조정관 ( 1961.10 ~ 1962.06 ) - 기획조정관실 ( 1962.06 ~ 1963.12 ) - 농경국 ( 1949.10 ~ 1950.03 ) - 농공이용연구소 ( 1970.04 ~ 1973.07 ) - 농림부훈련원 ( 1961.12 ~ 1962.03 ) - 농사원 ( 1957.02 ~ 1962.03 ) - 농산국 ( 1973.01 ~ 1973.03 ) - 농산물검사소 ( 1949.01 ~ 1963.05 ) - 농산물유통국 ( 1999.05 ~ 2007.11 ) - 농산원예국 ( 1998.02 ~ 1999.05 ) - 농업개발관 ( 1969.05 ~ 1973.01 ) | - 농업개발국 ( 1973.01 ~ 1973.03 ) - 농업공무원교육원 ( 1996.08 ~ 1998.12 ) - 농업구조정책국 ( 2004.08 ~ 2007.11 ) - 농업생산국 ( 1962.06 ~ 1973.01 ) - 농업연수원 ( 2005.01 ~ 2008.02 ) - 농업정책국 ( 1998.02 ~ 2004.08 ) - 농업정책실 ( 1996.08 ~ 1998.02 ) - 농업통계사무소 ( 1996.08 ~ 1998.06 ) - 농정국 ( 1948.11 ~ 1973.01 ) - 농지관리국 ( 1952.04 ~ 1961.10 ) - 농지국 ( 1961.10 ~ 1973.03 ) - 농지국 ( 1948.11 ~ 1952.04 ) - 농촌개발국 ( 1996.08 ~ 2004.08 ) - 농촌정책국 ( 2004.08 ~ 2008.02 ) - 농촌지도국 ( 1948.11 ~ 1949.10 ) - 농촌지도자훈련원 ( 1961.10 ~ 1961.12 ) - 농특사업국 ( 1973.01 ~ 1973.03 ) - 법무관 ( 1962.06 ~ 1963.12 ) - 부산가축검역소 ( 1949.06 ~ 1962.05 ) - 비상계획관 ( 1970.04 ~ 1973.01 ) - 비상계획관 ( 1996.08 ~ 1998.02 ) | - 비서실 ( 1948.11 ~ 1950.03 ) - 사료대책위원회 ( 1963.08 ~ 1974.12 ) - 산림국 ( 1948.11 ~ 1966.12 ) - 서울영림서 ( 1951.02 ~ 1966.12 ) - 서울영림서 남원관리소 ( 1952.04 ~ 1965.12 ) - 서울영림서 무주관리소 ( 1952.04 ~ 1965.12 ) - 소원심의회 ( 1964.09 ~ 1984.12 ) - 수산국 ( 1961.10 ~ 1966.02 ) - 수의과학연구소 ( 1998.02 ~ 1998.07 ) - 수출진흥관 ( 1970.04 ~ 1971.11 ) - 식량국 ( 1973.01 ~ 1973.03 ) - 식량생산국 ( 1999.05 ~ 2004.08 ) - 식량정책국 ( 2004.08 ~ 2008.02 ) - 식량정책국 ( 1998.02 ~ 1999.05 ) - 양곡관리국 ( 1973.01 ~ 1973.03 ) - 양정국 ( 1948.11 ~ 1973.01 ) - 원예특작국 ( 1996.08 ~ 1998.02 ) - 유통경제국 ( 1973.01 ~ 1973.03 ) - 유통정책국 ( 1996.08 ~ 1999.05 ) - 전라남도농업통계사무소 ( 1996.08 ~ 1998.06 ) - 전라북도농업통계사무소 ( 1996.08 ~ 1998.06 ) | - 정책홍보관리실 ( 2005.04 ~ 2008.02 ) - 제주도농업통계사무소 ( 1996.08 ~ 1998.06 ) - 제주목장 ( 1975.11 ~ 1962.03 ) - 조사담당관 ( 1998.02 ~ 1999.05 ) - 중앙농업기술원 ( 1949.01 ~ 1957.05 ) - 중앙생사검사소 ( 1949.03 ~ 1962.05 ) - 중앙수산검사소 ( 1961.10 ~ 1966.05 ) - 중앙수산시험장 ( 1961.10 ~ 1963.12 ) - 중앙원예기술원 ( 1953.05 ~ 1957.05 ) - 중앙임업시험장 ( 1949.02 ~ 1957.05 ) - 중앙축산기술원 ( 1952.05 ~ 1957.05 ) - 지역사회국 ( 1961.07 ~ 1962.03 ) - 총무과 ( 1950.04 ~ 1973.03 ) - 총무과 ( 1996.08 ~ 2008.02 ) - 축산국 ( 1961.10 ~ 1973.03 ) - 축산국 ( 1996.08 ~ 2007.11 ) - 축정국 ( 1948.11 ~ 1961.10 ) - 충청남도농업통계사무소 ( 1996.08 ~ 1998.06 ) - 충청북도농업통계사무소 ( 1996.08 ~ 1998.06 ) - 혁신인사기획관 ( 2006.03 ~ 2008.03 ) - 훈련원 ( 1961.12 ~ 1962.03 ) |

### 외청
- 농촌진흥청
- 수산청
- 산림청

## 역대 장·차관

### 농림부 장관
| 정부        | 대수 | 이름           | 임기                               | 출신지                     | 출신학교            | 비고                                                                |
| ----------- | ---- | -------------- | ---------------------------------- | -------------------------- | ------------------- | ------------------------------------------------------------------- |
| 제 1 공화국 | 초대 | 조봉암(曺奉岩) | 1948년 8월 15일 ~ 1949년 2월 22일  | 경기 강화 (현 인천 강화)   | 일본 주오대         | 제헌·2대 국회의원&진보당 당수&국회부의장                            |
| 제 1 공화국 | 2대  | 이종현(李宗鉉) | 1949년 2월 23일 ~ 1950년 1월 20일  | 평남 덕천                  | 신의주중학교        | 강원도지사&제2대 국회의원&한국민주당 최고위원                       |
| 제 1 공화국 | 3대  | 윤영선(尹永善) | 1950년 1월 21일 ~ 1950년 11월 22일 | 한성 (현 서울)             | 미국 오하이오주립대 | 무임소 장관                                                         |
| 제 1 공화국 | 4대  | 공진항(孔鎭恒) | 1950년 11월 23일 ~ 1951년 5월 6일  | 경기 개성                  | 일본 와세다대       | 농업협동조합중앙회장                                                |
| 제 1 공화국 | 5대  | 임문환(任文桓) | 1951년 5월 7일 ~ 1952년 3월 5일    | 전북 금산 (현 충남 금산)   | 일본 도쿄대         | 보건부 차관&한국무역협회장&전국경제인연합회 이사                    |
| 제 1 공화국 | 6대  | 함인섭(咸仁燮) | 1952년 3월 6일 ~ 1952년 8월 28일   | 한양 (현 서울)             | 일본 도쿄농업대     | 강원대 학장                                                         |
| 제 1 공화국 | 7대  | 신중목(愼重穆) | 1952년 8월 29일 ~ 1953년 9월 9일   | 경남 거창                  | 일본 와세다대       | 제2대 국회의원&농업협동조합중앙회장                                 |
| 제 1 공화국 | 서리 | 정재설(鄭在卨) | 1953년 9월 10일 ~ 1953년 10월 6일  | 함남 이원                  | 일본 도쿄대         | 농림부 차관&한국임정연구회장                                        |
| 제 1 공화국 | 8대  | 양성봉(梁聖奉) | 1953년 10월 7일 ~ 1954년 5월 5일   | 경남 부산 (현 경남과 분리) | 개성고등학교        | 부산시장&강원도지사&경상남도지사                                    |
| 제 1 공화국 | 9대  | 윤건중(尹建重) | 1954년 5월 6일 ~ 1954년 6월 29일   | 전북 완주                  | 독일 뮌헨대         |                                                                     |
| 제 1 공화국 | 10대 | 최규옥(崔圭鈺) | 1954년 6월 30일 ~ 1955년 2월 15일  | 강원 양구                  | 고려대&서울대       | 강원도지사&제헌·4대 국회의원                                        |
| 제 1 공화국 | 11대 | 임철호(任哲鎬) | 1955년 2월 16일 ~ 1955년 8월 29일  | 충남 부여                  | 일본 메이지대       | 제4대 국회의원&국회부의장                                           |
| 제 1 공화국 | 12대 | 정낙훈(鄭樂勳) | 1955년 8월 30일 ~ 1955년 11월 16일 | 충남 공주                  | 공주생명과학고교    | 충청북도지사&제4대 국회의원                                         |
| 제 1 공화국 | 13대 | 정운갑(鄭雲甲) | 1955년 11월 17일 ~ 1957년 6월 16일 | 충북 진천                  | 서울대              | 내무부 차관&총무처장&제4·7·8·9·10대 국회의원                        |
| 제 1 공화국 | 14대 | 정재설(鄭在卨) | 1957년 6월 17일 ~ 1959년 3월 20일  | 함남 이원                  | 일본 도쿄대         | 농림부 차관&한국임정연구회장                                        |
| 제 1 공화국 | 15대 | 이근직(李根直) | 1959년 3월 21일 ~ 1960년 5월 1일   | 경북 김천                  | 일본 타구쇼쿠대     | 경상북도지사&내무부 장관                                            |
| 제 1 공화국 | 16대 | 이해익(李海翼) | 1960년 5월 2일 ~ 1960년 8월 22일   | 한양 (현 서울)             | 일본 도호쿠대       | 경기도지사                                                          |
| 제 2 공화국 | 17대 | 박제환(朴濟煥) | 1960년 8월 22일 ~ 1961년 5월 16일  | 경기 부천                  | 일본 도시샤대       | 제2·5대 국회의원                                                    |
| 제 2 공화국 | 18대 | 장경순(張坰淳) | 1961년 5월 20일 ~ 1963년 6월 24일  | 전북 김제                  | 일본 도요대         | 제1무임소 장관&제6·7·8·9·10대 국회의원                              |
| 제 2 공화국 | 19대 | 류병현(柳炳賢) | 1963년 6월 25일 ~ 1963년 12월 16일 | 충북 청원                  | 육사                | 한미연합사령부 부사령관&합동참모의장&주 미국 대사                   |
| 제 3 공화국 | 20대 | 원용석(元容奭) | 1963년 12월 17일 ~ 1964년 5월 10일 | 충남 당진                  | 서울대              | 농림부 차관&경제기획원장&무임소 장관&제4대 국회의원                 |
| 제 3 공화국 | 21대 | 차균희(車均禧) | 1964년 5월 11일 ~ 1966년 2월 22일  | 평북 의주                  | 일본 도쿄대         | 부흥부 사무차관&경제기획원 부원장                                   |
| 제 3 공화국 | 22대 | 박동묘(朴東昴) | 1966년 2월 23일 ~ 1967년 6월 29일  | 경기 경성 (현 서울)        | 서울대              | 서울대 교수&성균관대 총장&제9대 국회의원&농업경제연구소장           |
| 제 3 공화국 | 23대 | 김영준(金榮俊) | 1967년 6월 30일 ~ 1968년 5월 20일  | 경북 예천                  | 서울대              | 서울특별시 정무부시장&농림부 산림국장&농림부 차관&한국전력공사 사장 |
| 제 3 공화국 | 24대 | 이계순(李啓純) | 1968년 5월 21일 ~ 1969년 2월 15일  | 경남 밀양                  | 진주교대            | 경상남도지사&내무부 차관&내무부 장관                                |
| 제 3 공화국 | 25대 | 조시형(趙始衡) | 1969년 2월 17일 ~ 1970년 12월 20일 | 경남 부산 (현 경남과 분리) | 육사                | 대통령비서실 정무비서관&제6대 국회의원                              |
| 제 3 공화국 | 26대 | 김보현(金甫炫) | 1970년 12월 21일 ~ 1971년 6월 3일  | 전남 광양                  | 서울대              | 전라남도지사&체신부 장관                                            |
| 제 3 공화국 | 27대 | 김보현(金甫炫) | 1971년 6월 4일 ~ 1973년 3월 3일    | 전남 광양                  | 서울대              | 전라남도지사&체신부 장관                                            |

| 정부        | 대수 | 이름           | 임기                              | 출신지                     | 출신학교         | 비고 |
| ----------- | ---- | -------------- | --------------------------------- | -------------------------- | ---------------- | --- |
| 문민 정부   | 47대 | 강운태(姜雲太) | 1996년 8월 9일 ~ 1996년 12월 21일 | 전남 화순                  | 서울대           | 광주광역시장&대통령비서실 행정비서관&내무부 장관&제16·18대 국회의원                                        |
| 문민 정부   | 48대 | 정시채(丁時采) | 1996년 12월 21일 ~ 1997년 8월 5일 | 전남 진도                  | 전남대           | 광주시장&내무부 소방국장&제11·12·14대 국회의원                                                             |
| 문민 정부   | 49대 | 이효계(李孝桂) | 1997년 8월 6일 ~ 1998년 3월 3일   | 전남 여수                  | 숭실대           | 숭실대 총장&전라남도지사&국무총리비서실장&내무부 차관&한국토지공사 사장                                    |
| 국민의 정부 | 50대 | 김성훈(金成勳) | 1998년 3월 3일 ~ 2000년 8월 7일   | 전남 목포                  | 서울대           | 상지대 총장&환경정의 이사장                                                                                |
| 국민의 정부 | 51대 | 한갑수(韓甲洙) | 2000년 8월 7일 ~ 2001년 9월 7일   | 전남 나주                  | 서울대           | 환경처 차관&경제기획원 차관&제10대 국회의원&한국가스공사 사장&한국산업경제연구원 회장&한국산업경제연구원장 |
| 국민의 정부 | 52대 | 김동태(金東泰) | 2001년 9월 7일 ~ 2003년 2월 27일  | 경북 성주                  | 서울대           | 농촌진흥청장&농림부 농산물유통국장·차관보&농림부 차관                                                      |
| 참여 정부   | 53대 | 김영진(金永鎭) | 2003년 2월 27일 ~ 2003년 7월 18일 | 전남 강진                  | 전남생명과학고교 | 제13·14·15·16·18대 국회의원&국회 농림해양수산위원회 위원장&민족농어업연구소 이사장                         |
| 참여 정부   | 54대 | 허상만(許祥萬) | 2003년 7월 24일 ~ 2005년 1월 4일  | 전남 순천                  | 전남대           | 순천대 교수&순천대 총장&한국학술진흥재단 이사장                                                            |
| 참여 정부   | 55대 | 박홍수(朴弘綏) | 2005년 1월 5일 ~ 2007년 8월 31일  | 경남 남해                  | 경상대           | 제17대 국회의원&통합민주당 최고위원&한국농어민신문 사장&한국농업경영인중앙연합회장                         |
| 참여 정부   | 56대 | 임상규(任祥奎) | 2007년 8월 31일 ~ 2008년 2월 29일 | 전남 광주 (현 전남과 분리) | 서울대           | 순천대 총장&국무조정실장&기획예산처 예산실장&과학기술부 과학기술혁신본부장&과학기술부 차관                 |

### 농림부 차관
| 정부        | 대수 | 이름           | 임기                               | 출신지                     | 출신학교                     | 비고 |
| ----------- | ---- | -------------- | ---------------------------------- | -------------------------- | ---------------------------- | --- |
| 제 1 공화국 | 초대 | 남봉순(南鳳淳) | 1948년 8월 15일 ~ 1948년 9월 29일  | 강원 고성                  | 서울대                       | |
| 제 1 공화국 | 2대  | 강정택(姜鋌澤) | 1948년 9월 30일 ~ 1949년 3월 24일  | 경남 울산 (현 울산 남구)   | 일본 도쿄대                  | 서울대 교수 |
| 제 1 공화국 | 3대  | 정구흥(鄭求興) | 1949년 4월 8일 ~ 1950년 3월 13일   | 충북 영동                  |                              | 중앙농업기술원장                                                                                                  |
| 제 1 공화국 | 4대  | 주석균(朱碩均) | 1950년 3월 14일 ~ 1950년 12월 16일 | 평북 삭주                  | 평양고등보통학교             | 한국토지개량조합연합회장                                                                                          |
| 제 1 공화국 | 5대  | 최창덕(崔昶德) | 1951년 3월 14일 ~ 1951년 6월 1일   | 한양 (현 서울)             | 미국 브라운버거 상업전문학교 | 농림부 귀속농지관리국장                                                                                           |
| 제 1 공화국 | 6대  | 원용석(元容奭) | 1951년 6월 2일 ~ 1952년 10월 23일  | 충남 당진                  | 서울대                       | 농림부 장관&경제기획원 원장&무임소 장관&제4대 국회의원                                                            |
| 제 1 공화국 | 7대  | 정재설(鄭在卨) | 1952년 10월 24일 ~ 1954년 2월 10일 | 함남 이원                  | 일본 도쿄대                  | 농림부 장관&한국임정연구회장                                                                                      |
| 제 1 공화국 | 8대  | 남봉순(南鳳淳) | 1954년 2월 10일 ~ 1954년 6월 23일  | 강원 고성                  | 서울대                       | 초대 농림부 차관                                                                                                  |
| 제 1 공화국 | 9대  | 김원태(金元泰) | 1954년 7월 9일 ~ 1955년 2월 15일   | 충북 괴산                  | 서울대                       | 내무부 차관&무임소 장관&제4·8·9대 국회의원&국회 내무위원회 위원장&대한유도회장                                    |
| 제 1 공화국 | 10대 | 김현철(金顯哲) | 1955년 2월 16일 ~ 1955년 7월 11일  | 한양 (현 서울)             | 서울대 미국 린치버그대       | 기획처 차장&재무부 장관&부흥부 장관&경제기획원 원장&행정개혁위원회 위원장&내각수반&주 미국 대사&5·16장학회 이사장 |
| 제 1 공화국 | 11대 | 김원태(金元泰) | 1955년 7월 30일 ~ 1955년 11월 25일 | 충북 괴산                  | 서울대                       | 내무부 차관&무임소 장관&제4·8·9대 국회의원&국회 내무위원회 위원장&대한유도회장                                    |
| 제 1 공화국 | 12대 | 권성기(權聖基) | 1955년 11월 26일 ~ 1957년 7월 5일  | 경북 봉화                  | 서울대                       | 해무청장&총무처장&제8·9대 국회의원                                                                                |
| 제 1 공화국 | 13대 | 김병윤(金秉允) | 1957년 7월 6일 ~ 1959년 4월 9일    | 경북 영덕                  | 일본 가고시마대              | 농림부 농정국장·양정국장&농산물검사소장                                                                           |
| 제 1 공화국 | 14대 | 김장섭(金長涉) | 1959년 4월 10일 ~ 1959년 12월 21일 | 경북 영일 (현 경북 포항)   | 일본 메이지대                | 서울지방검찰청 검사장&내무부 차관&제4·5·6·7대 국회의원&국회 법제사법위원회 위원장                                 |
| 제 1 공화국 | 15대 | 박도언(朴道彦) | 1959년 12월 22일 ~ 1960년 8월 23일 | 경북 예천                  | 대구자연과학고교             | 농림부 농정국장·양정국장&농업은행 이사                                                                            |
| 제 2 공화국 | 16대 | 김기철(金基喆) | 1960년 8월 23일 ~ 1961년 5월 3일   | 충북 음성                  | 일본 간사이대                | 체신부 장관&제헌·3·5·11대 국회의원                                                                                |
| 제 2 공화국 | 16대 | 김성규(金聖圭) | 1960년 8월 30일 ~ 1961년 7월 7일   | 경기 화성                  | 일본 메이지대                | |
| 제 2 공화국 | 17대 | 배성기(裵聖基) | 1961년 5월 3일 ~ 1961년 5월 16일   | 전북 완주                  | 전주제일고교                 | 제4·5대 국회의원                                                                                                  |
| 제 2 공화국 | 18대 | 김종대(金鍾大) | 1961년 7월 11일 ~ 1963년 7월 1일   | 경남 부산 (현 경남과 분리) | 서울대 일본 규슈대           | 효성기계공업 회장                                                                                                 |
| 제 3 공화국 | 19대 | 정남규(鄭南奎) | 1963년 7월 1일 ~ 1964년 5월 18일   | 충남 연기 (현 세종)        | 일본 교토대                  | 농촌진흥청장&농림부 농정국장&제5대 국회의원                                                                       |
| 제 3 공화국 | 20대 | 한국진(韓國鎭) | 1964년 5월 18일 ~ 1966년 4월 14일  | 평남 대동                  | 일본 주오대                  | 보건사회부 차관                                                                                                   |
| 제 3 공화국 | 21대 | 김영준(金榮俊) | 1966년 4월 22일 ~ 1967년 6월 29일  | 경북 예천                  | 수원농생명고교               | 서울특별시 제1부시장&농림부 산림국장·임업시험장장&농림부 장관&한국전력공사 사장                                   |
| 제 3 공화국 | 22대 | 장예준(張禮準) | 1967년 7월 4일 ~ 1968년 5월 24일   | 황해 봉산                  | 서울대                       | 경제기획원 차관&건설부 장관&상공부 장관&동력자원부 장관&주 사우디아라비아 대사&국민은행 이사장&대한건설진흥회장   |
| 제 3 공화국 | 23대 | 진봉현(陳鳳鉉) | 1968년 5월 24일 ~ 1971년 1월 16일  | 경남 고성                  | 동아대                       | 경제기획원 기획차관보&농업진흥공사 총재&삼호그룹 회장                                                             |
| 제 4 공화국 | 24대 | 이득용(李得龍) | 1971년 1월 16일 ~ 1973년 3월 27일  | 경남 김해                  | 서울대                       | 농림부 식산차관보                                                                                                 |

| 정부        | 대수 | 이름           | 임기                              | 출신지                     | 출신학교 | 비고 |
| ----------- | ---- | -------------- | --------------------------------- | -------------------------- | -------- | --- |
| 문민 정부   | 40대 | 조일호(趙壹鎬) | 1996년 8월 9일 ~ 1998년 3월 9일   | 충남 부여                  | 명지대   | 농림수산부 농정국장·양정국장·기획관리실장·차관보                                                                                           |
| 국민의 정부 | 41대 | 김동태(金東泰) | 1998년 3월 9일 ~ 2000년 1월 26일  | 경북 성주                  | 서울대   | 농촌진흥청장&농림부 농산물유통국장·차관보&농림부 장관                                                                                      |
| 국민의 정부 | 42대 | 김동근(金東根) | 2000년 1월 27일 ~ 2002년 2월 4일  | 경남 울산 (현 경남과 분리) | 서울대   | 농림부 농업정책국장&산림청장&한국산업단지공단 이사장&한국산지보전협회 회장                                                                 |
| 국민의 정부 | 43대 | 서규용(徐圭龍) | 2002년 2월 4일 ~ 2002년 7월 20일  | 충북 청주                  | 고려대   | 농림부 농산원예국장·식량생산국장·차관보&농촌진흥청장&농림수산식품부 장관&한국농어민신문 사장&한국지역브랜도포럼 회장&로컬푸드운동본부 회장 |
| 국민의 정부 | 44대 | 안종운(安鍾云) | 2002년 7월 22일 ~ 2003년 3월 3일  | 전남 장흥                  | 서울대   | 농림부 농정기획심의관·기획관리실장·차관보&한국농어촌공사 사장&농업기반공사 사장                                                            |
| 참여 정부   | 45대 | 김정호(金正鎬) | 2003년 3월 3일 ~ 2004년 1월 29일  | 경북 대구 (현 경북과 분리) | 서울대   | 대통령비서실 농림해양비서관&농림부 농업정책국장·기획관리실장·차관보&한국사료협회장                                                         |
| 참여 정부   | 46대 | 김주수(金周秀) | 2004년 1월 29일 ~ 2004년 9월 17일 | 경북 의성                  | 성균관대 | 농림부 농업정책국장·축산국장·유통정책국장·차관보&서울농수산물공사 사장                                                                     |
| 참여 정부   | 47대 | 이명수(李銘洙) | 2004년 10월 18일 ~ 2006년 8월 8일 | 전북 부안                  | 연세대   | 농림부 국제농업국장·기획관리실장&주 덴마크 대사                                                                                            |
| 참여 정부   | 48대 | 박해상(朴海相) | 2006년 8월 9일 ~ 2008년 2월 29일  | 경북 청도                  | 경북대   | 한국농업전문학교 교장&농협대 총장&농림부 식량생산국장·차관보&국립식물검역소장                                                              |

### 농림부 차관보

#### 농림부 차관보
| 정부        | 대수      | 이름           | 임기                              | 출신지              | 출신학교    | 비고                                             |
| ----------- | --------- | -------------- | --------------------------------- | ------------------- | ----------- | ------------------------------------------------ |
| 제 1 공화국 | 초대      |                | 1948년 8월 15일 ~                 |                     |             | 48년 12월 12일 당시 차관보 2인이 발령된 상태였음 |
| 제 1 공화국 | 초대      | 이홍(李泓)     | 1948년 12월 7일 ~ 1951년 7월 20일 |                     |             | 겸 양정국장                                      |
| 제 2 공화국 | 직무 대리 | 유시동(柳時東) | 1961년 9월 27일 ~ 1962년 1월 30일 |                     |             | 기획조정관으로 직무대리                          |
| 제 2 공화국 | 직무 대리 | 김영진(金英鎭) | 1962년 1월 30일 ~ 1962년 7월 18일 | 경기 양주 (현 서울) | 단국대&육사 | 현역 육군 대령                                   |

#### 농림부 정책차관보
| 정부        | 대수 | 이름           | 임기                               | 출신지 | 출신학교 | 비고                                     |
| ----------- | ---- | -------------- | ---------------------------------- | ------ | -------- | ---------------------------------------- |
| 제 3 공화국 | 초대 | 김봉관(金鳳官) | 1962년 7월 18일 ~ 1963년 12월 16일 |        | 서울대   | 농촌진흥청 차장&농림부 양정국장·농지국장 |

#### 농림부 운영차관보
| 정부        | 대수      | 이름           | 임기                               | 출신지              | 출신학교    | 비고                       |
| ----------- | --------- | -------------- | ---------------------------------- | ------------------- | ----------- | -------------------------- |
| 제 2 공화국 | 직무 대리 | 김영진(金英鎭) | 1962년 7월 18일 ~ 1962년 9월 4일   | 경기 양주 (현 서울) | 단국대&육사 | 현역 육군 대령             |
| 제 2 공화국 | 초대      | 민충식(閔忠植) | 1962년 9월 5일 ~ 1963년 7월 30일   |                     |             | 주 호주 대사&한국전력 사장 |
| 제 2 공화국 | 2대       | 이연수(李連洙) | 1963년 6월 30일 ~ 1963년 12월 16일 | 충남                | 육사        |                            |

#### 농림부 농정차관보
| 정부        | 대수 | 이름           | 임기                               | 출신지              | 출신학교           | 비고                                                                                           |
| ----------- | ---- | -------------- | ---------------------------------- | ------------------- | ------------------ | ---------------------------------------------------------------------------------------------- |
| 제 3 공화국 | 초대 | 김봉관(金鳳官) | 1963년 12월 17일 ~ 1966년 3월 26일 |                     | 서울대             | 농촌진흥청 차장&농림부 양정국장·농지국장                                                       |
| 제 3 공화국 | 2대  | 김영진(金英鎭) | 1966년 4월 1일 ~ 1966년 12월 31일  | 경기 양주 (현 서울) | 단국대&육사        | 산림청장&농림부 기획관리실장                                                                   |
| 제 3 공화국 | 3대  | 구윤석(具允錫) | 1967년 1월 9일 ~ 1967년 12월 18일  | 경남 진주           |                    | 농림부 교육원장&토지개량조합연합회장                                                           |
| 제 3 공화국 | 4대  | 김인환(金寅煥) | 1967년 12월 18일 ~ 1968년 5월 10일 | 경북 청송           | 서울대 일본 규슈대 | 농촌진흥청 시험국장&농촌진흥청장&농림부 농산국장·농림생산국장·식산차관보                       |
| 제 3 공화국 | 5대  | 김봉관(金鳳官) | 1968년 5월 20일 ~ 1968년 8월 20일  |                     | 서울대             | 농촌진흥청 차장&농림부 양정국장·농지국장                                                       |
| 제 3 공화국 | 6대  | 김용환(金龍煥) | 1968년 8월 20일 ~ 1970년 12월 31일 |                     | 서울대             | 대통령비서실 경제수석비서관&재무부 이재국장·세정차관보&재무부 장관                             |
| 제 3 공화국 | 7대  | 양윤세(梁潤世) | 1971년 1월 16일 ~ 1972년 5월 24일  | 황해 곡산           | 미국 코넬대        | 대통령비서실 경제제3비서관&경제기획원 투자진흥관&동력자원부 장관                               |
| 제 3 공화국 | 8대  | 채관식(蔡寬植) | 1972년 5월 30일 ~ 1973년 1월 23일  |                     | 서울대             | 농촌진흥청 시험국장&농림부 농산국장·기획관리실장·농산차관보&농산물검사소장&농어촌개발공사 사장 |

#### 농림부 식산차관보
| 정부        | 대수      | 이름           | 임기                                | 출신지    | 출신학교           | 비고                                                                     |
| ----------- | --------- | -------------- | ----------------------------------- | --------- | ------------------ | ------------------------------------------------------------------------ |
| 제 3 공화국 | 직무 대리 | 김창기(金昌器) | 1963년 12월 17일 ~ 1964년 9월 13일  |           |                    |                                                                          |
| 제 3 공화국 | 직무 대리 | 장덕희(張德熙) | 1964년 9월 14일 ~ 1964년 2월 16일   |           |                    |                                                                          |
| 제 3 공화국 | 3대       | 이성환(李星煥) | 1964년 2월 17일 ~ 1967년 11월 30일  |           |                    |                                                                          |
| 제 3 공화국 | 4대       | 김인환(金寅煥) | 1967년 11월 30일 ~ 1967년 12월 18일 | 경북 청송 | 서울대 일본 규슈대 | 농촌진흥청 시험국장&농촌진흥청장&농림부 농산국장·농림생산국장·농정차관보 |
| 제 3 공화국 | 5대       | 이득용(李得龍) | 1967년 12월 18일 ~ 1971년 1월 16일  | 경남 김해 | 서울대             | 농림부 기획관리실장&농림부 차관                                          |
| 제 3 공화국 | 6대       | 한봉수(韓鳳洙) | 1971년 1월 16일 ~ 1973년 1월 15일   | 경기 시흥 | 서울대             | 대통령비서실 경제제1비서관&농림부 기획관리실장                           |

#### 농림부 차관보
| 정부        | 대수      | 이름           | 임기                               | 출신지                     | 출신학교 | 비고 |
| ----------- | --------- | -------------- | ---------------------------------- | -------------------------- | -------- | --- |
| 문민 정부   | 3대       | 김동태(金東泰) | 1996년 8월 9일 ~ 1996년 12월 24일  | 경북 성주                  | 서울대   | 농촌진흥청장&농림수산부 농산물유통국장·농업정책실장&농림부 차관&농림부 장관                                                 |
| 문민 정부   | 직무 대리 | 이상무(李相茂) | 1996년 12월 24일 ~ 1997년 1월 5일  |                            |          | |
| 문민 정부   | 4대       | 이영래(李永來) | 1997년 1월 6일 ~ 1998년 6월 30일   | 강원 강릉                  | 서울대   | 인천광역시장&산림청장&농림부 농업정책실장                                                                                   |
| 국민의 정부 | 5대       | 안덕수(安德壽) | 1998년 6월 30일 ~ 1999년 1월 11일  |                            |          | 농림수산부 축산국장&농림부 농업정책실장·기획관리실장&제19대 국회의원&축산물유통사업단 사장                                  |
| 국민의 정부 | 직무 대리 | 박창정(朴昌正) | 1999년 1월 11일 ~ 1999년 1월 14일  |                            |          | 대통령비서실 농림비서관&농촌진흥청 차장&농림부 기획관리실장                                                                 |
| 국민의 정부 | 6대       | 박창정(朴昌正) | 1999년 1월 15일 ~ 1999년 12월 30일 |                            |          | 대통령비서실 농림비서관&농촌진흥청 차장&농림부 기획관리실장                                                                 |
| 국민의 정부 | 7대       | 서규용(徐圭龍) | 1999년 12월 30일 ~ 2001년 4월 1일  | 충북 청주                  | 고려대   | 농촌진흥청장&농림수산부 농산정책심의관&농림부 농산원예국장·식량생산국장&농림수산식품부 장관                                 |
| 국민의 정부 | 직무 대리 | 안종운(安鍾云) | 2001년 4월 1일 ~ 2001년 4월 16일   | 전남 장흥                  | 서울대   | 대통령비서실 농림해양비서관&농림부 농정기획심의관·기획관리실장&농림부 차관                                                  |
| 국민의 정부 | 8대       | 안종운(安鍾云) | 2001년 4월 17일 ~ 2002년 7월 22일  | 전남 장흥                  | 서울대   | 대통령비서실 농림해양비서관&농림부 농정기획심의관·기획관리실장&농림부 차관                                                  |
| 국민의 정부 | 직무 대리 | 김정호(金正鎬) | 2002년 7월 22일 ~ 2002년 8월 11일  | 경북 대구 (현 경북과 분리) | 서울대   | 대통령비서실 농림해양비서관&농림부 농업정책국장·기획관리실장&농림부 차관&한국사료협회장                                     |
| 국민의 정부 | 직무 대리 | 김정호(金正鎬) | 2002년 8월 12일 ~ 2003년 3월 3일   | 경북 대구 (현 경북과 분리) | 서울대   | 대통령비서실 농림해양비서관&농림부 농업정책국장·기획관리실장&농림부 차관&한국사료협회장                                     |
| 참여 정부   | 직무 대리 | 손정수(孫貞秀) | 2003년 3월 4일 ~ 2003년 4월 6일    |                            |          | 기획관리실장 |
| 참여 정부   | 10대      | 김주수(金周秀) | 2003년 4월 7일 ~ 2004년 1월 29일   | 경북 의성                  | 성균관대 | 대통령비서실 농림해양수산비서관&농림부 유통정책국장·축산국장·농업정책국장&농림부 차관                                       |
| 참여 정부   | 직무 대리 | 소만호(蘇萬鎬) | 2004년 1월 29일 ~ 2004년 2월 18일  |                            |          | |
| 참여 정부   | 11대      | 박해상(朴海相) | 2004년 2월 19일 ~ 2006년 8월 9일   | 경북 청도                  | 고려대   | 농업전문학교 학장&농림부 식량생산국장&국립식물검역소장                                                                      |
| 참여 정부   | 11대      | 민동석(閔東石) | 2006년 5월 19일 ~ 2008년 2월 29일  | 전남 해남                  | 한국외대 | 겸 농업통상정책관. 외무부 기획예산담당관·통상정보지원팀장&농림수산식품부 농업통상정책관&주 휴스턴 총영사&외교통상부 제2차관 |
| 참여 정부   | 12대      | 김달중(金達重) | 2006년 9월 4일 ~ 2008년 2월 29일   | 전북 정읍                  | 중앙대   | 농림부 농업정보통계관·축산국장·정책홍보관리실장                                                                             |